# Бена (кантон)
Бена́ (фр. Beynat) — кантон во Франции, находится в регионе Лимузен, департамент Коррез. Входит в состав округа Брив-ла-Гайард.
Код INSEE кантона — 1904. Всего в кантон Бена входят 7 коммун, из них главной коммуной является Бена.

## Коммуны кантона
| Коммуна   | Население, чел. (2007) | Почтовый индекс | Код INSEE |
| --------- | ---------------------- | --------------- | --------- |
| Альбиньяк | 258                    | 19190           | 19003     |
| Бена      | 1 225                  | 19190           | 19023     |
| Лантёй    | 500                    | 19190           | 19105     |
| Ле-Пеше   | 274                    | 19190           | 19163     |
| Обазин    | 807                    | 19190           | 19013     |
| Палазенж  | 111                    | 19190           | 19156     |
| Серильяк  | 291                    | 19190           | 19257     |

## Население
Население кантона на 2007 год составляло 3 466 человек.
| 1962  | 1968  | 1975  | 1982  | 1990  | 1999  | 2006  | 2007  |
| ----- | ----- | ----- | ----- | ----- | ----- | ----- | ----- |
| 3 258 | 3 543 | 3 175 | 3 113 | 3 222 | 3 309 | 3 441 | 3 466 |